# Óriás csíkbogár
Az óriás csíkbogár (Dytiscus latissimus) a csíkbogárfélék családjába tartozó, Európában honos, vízi életmódú bogárfaj. 

## Megjelenése
Az óriás csíkbogár testhossza 38–44 mm, alakja nagyon szélesen ovális (hossz-szélesség aránya 1,6). Feje fekete, a fejpajzs az elülső szegélyt kivéve sárgásbarna, az elülső szögek, a szemek kerete és a középső V alakú folt vörösesbarna. Csápjai hosszúak, sárgásbarnák. Hátoldala finoman (a nőstényeknél kissé durvábban) pontozott. Az előhát sárgásbarna, korongján széles fekete rajzolattal. Szárnyfedői feketék, oldalsó keskeny szalagjai a nőstények barázdái sárgásbarnák. A nőstények szárnyfedőin 10–10 hosszanti barázda húzódik, amelyek az oldalak felé erősen kiszélesednek, a 8–10. barázda a csúcs közelében össze is olvad. A szárnyfedő oldalpereme kiszélesedik, szinte szárnyszerű. Hasoldala vörösesbarna, a szárnyfedők kiszélesedett szárnya sárgásbarna. Lábai vörösessárgák vagy vörösesbarnák, a hátsó lábak úszólábakká módosultak. 
Lárvája a többi csíkbogárlárvától abban különbözik, hogy a fejpajzs elülső éle lekerekített, nem osztott, lemezszerű tüskéi nincsenek, potrohfüggelékei jól láthatók, számos sertével.  

### Hasonló fajok
Nagy mérete és széles, szárnyszerű mellfedője alapján könnyen felismerhető.

## Elterjedése
Európában és Nyugat-Szibériában honos. Északi faj, Skandináviában és a Baltikumban viszonylag gyakori, de Közép-Európa északi felén erősen megritkult. Magyarországon ritkán került elő, utolsó megbízható észlelései az 1970-es évekből származnak. Valószínűleg kipusztult, vagy korábban is csak egy-egy kóbor példányt sikerült észlelni. 

## Életmódja
Nagy tavakban él, ahol azok partközeli, legalább egy méter mély, növényzettel dúsan benőtt részeit lakja. Kedveli az erdei tavakat, ahol a fák beárnyékolják a vízfelszínt, de lárvái találnak melegebb, napsütötte részeket is. A lárvák érzékenyek a jó vízminőségre és a magas oxigénkoncentrációra; a kifejlett bogár igénytelenebb. A savas kémhatású vizet jól tolerálja, így lápokon is előfordulhat. 
A kifejlett bogár és a lárva is vízi életmódot folytat. Egyedfejlődése a petétől az imágóig a hőmérséklettől függően 1-2 hónapig tart. Lárvája fejlődése során három stádiumon megy keresztül, majd a vízparton a laza talajban vagy avar, moha alatt bebábozódik. A kikelő imágó néhány napot vár rejtekhelyén, hogy kitinpáncélja megkeményedjen, majd visszamászik a vízbe. Több évig él, a nőstény legalább kétszer rak petéket. A vízben áttelelő csíkbogár időnként vadászik, a jég alatt megfigyelhető mozgása. A kifejlett bogár és a lárva is inkább éjszaka aktív. Az imágó jól repül, nagy távolságokat képes megtenni. Lárvája elsősorban tegzeslárvákkal, a kifejlett csíkbogár különféle vízi ízeltlábúakkal, lárvákkal, férgekkel táplálkozik.   
Szaporodási időszaka március végétől május közepéig tart. A nőstény a többi csíkbogárhoz hasonlóan vízinövények (mocsári gólyahír, sások) levélhónaljába , szöveteibe rakja petéit.      

## Természetvédelmi helyzete
Az óriás csíkbogár rosszul viseli a vízszint ingadozását és az intenzív mezőgazdaság miatti vegyszerszennyeződéseket. Érzékeny a tavak eutrofizációjára és nagy egybefüggő élőhelyeinek feldarabolódására. 
Míg Skandináviában és a balti országokban létszáma viszonylag stabilnak mondható, Németországban állományainak száma tízre, Hollandiában egyre csökkent. Svájcból, Ausztriából, Csehországból, Szlovákiából, Horvátországból és Romániából kipusztult. A Természetvédelmi Világszövetség Vörös listáján az érzékeny kategóriába sorolták.
Magyarországon védett, természetvédelmi értéke 50 000 Ft. 

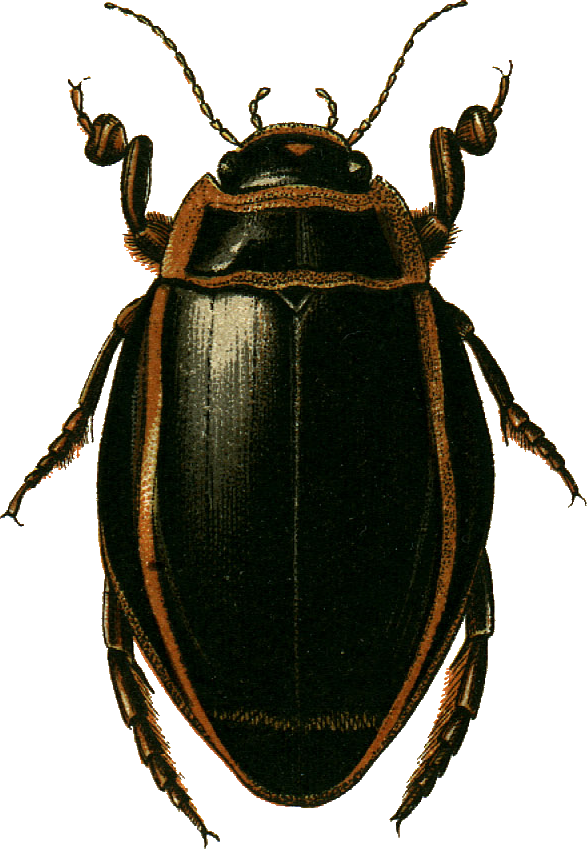
Hím
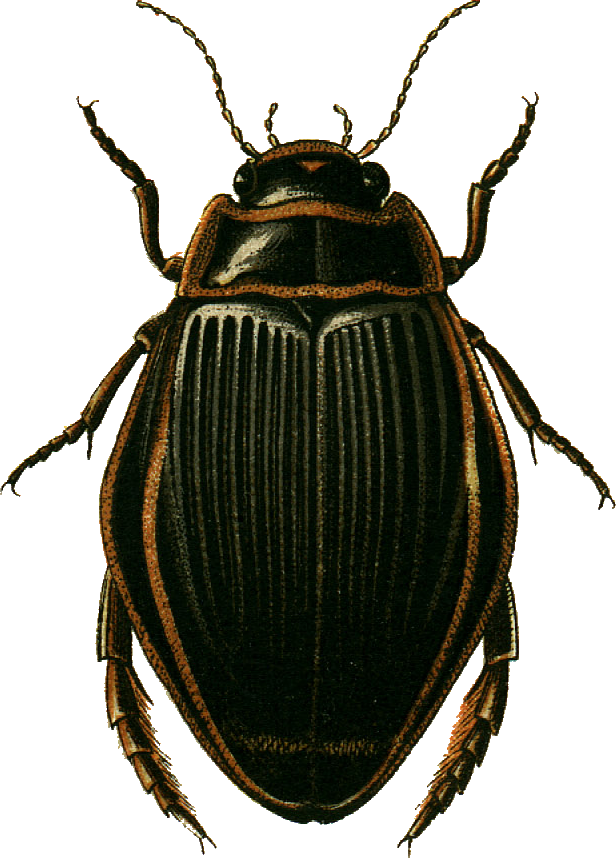
Nőstény
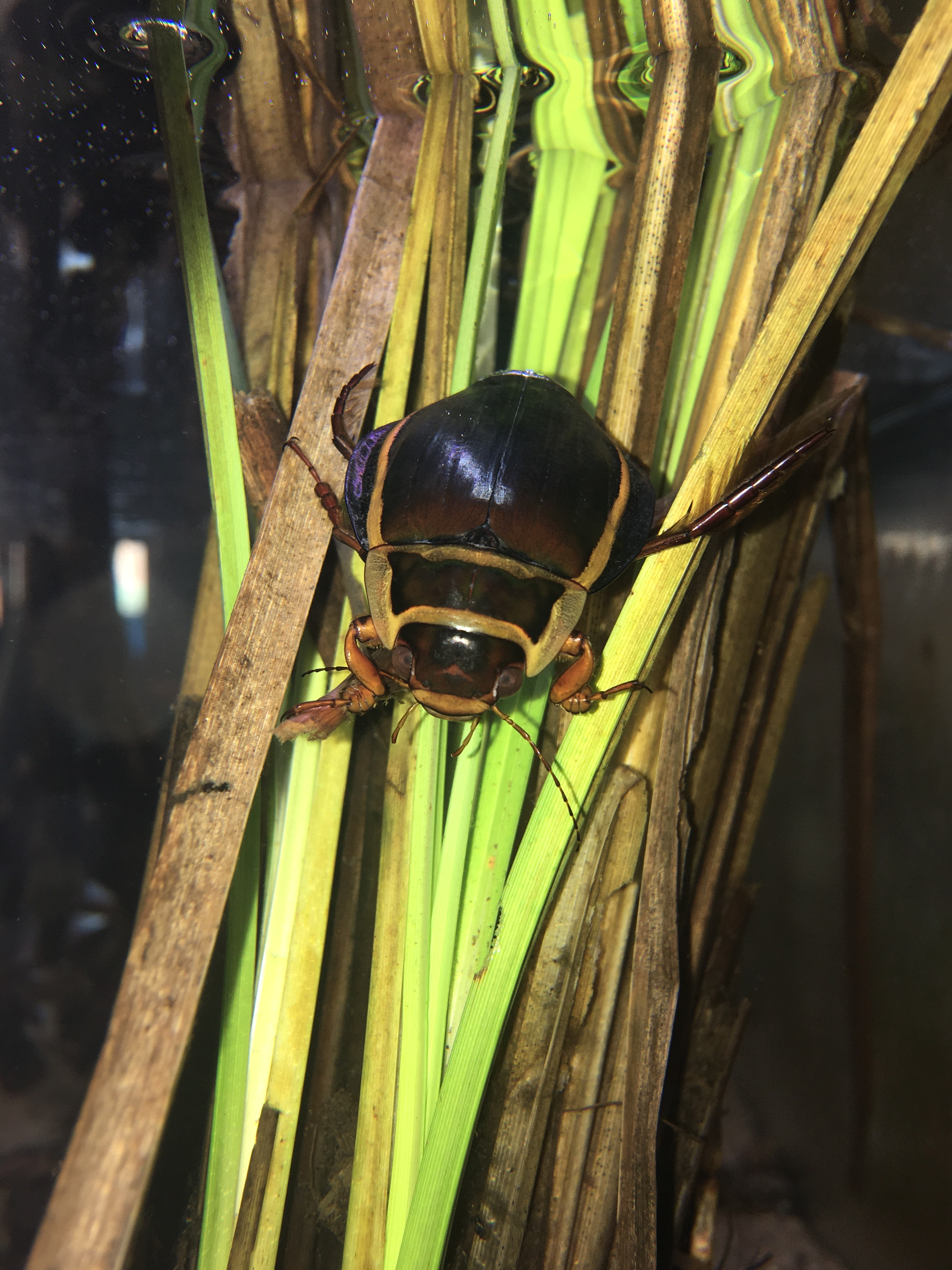
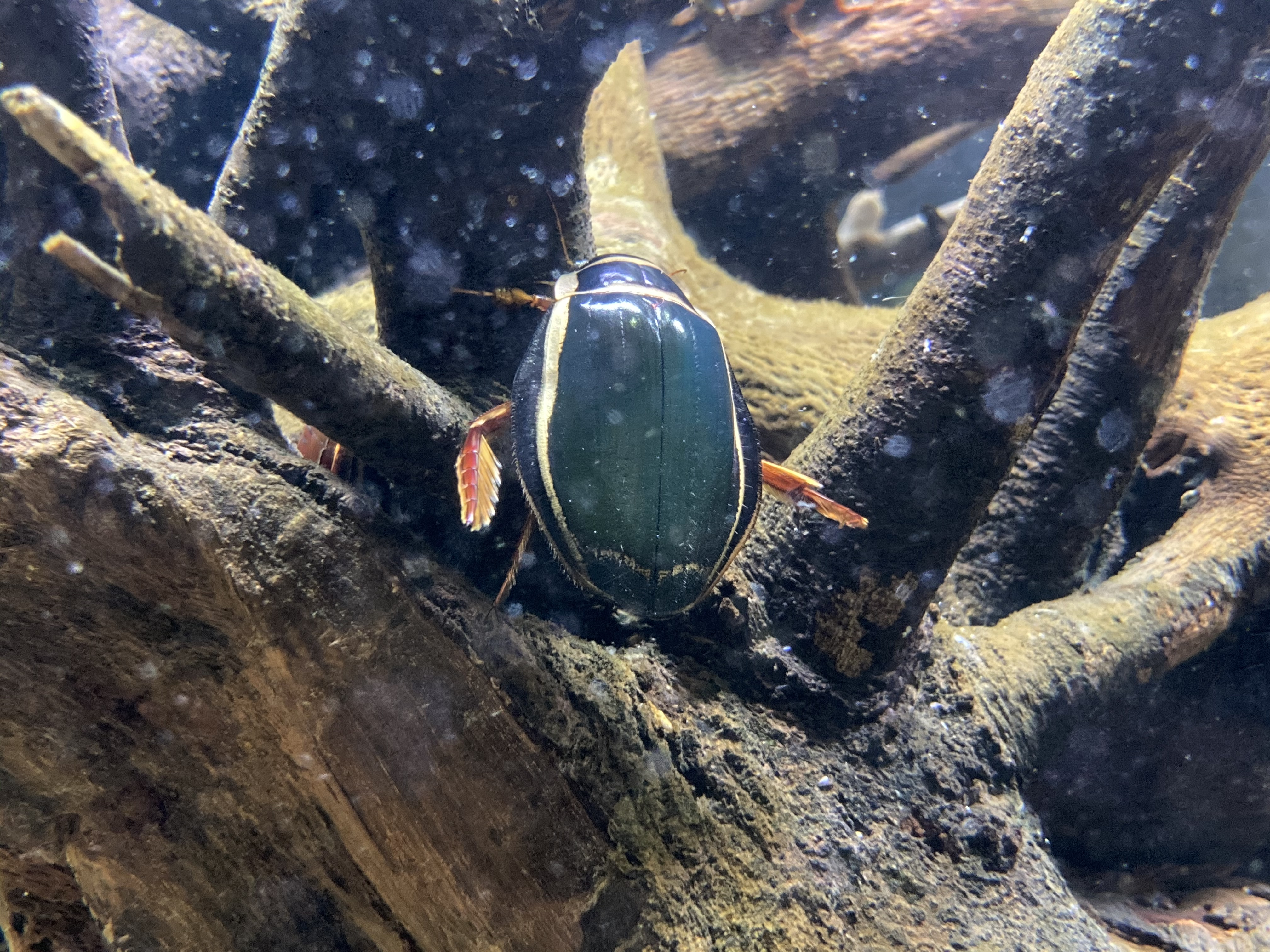
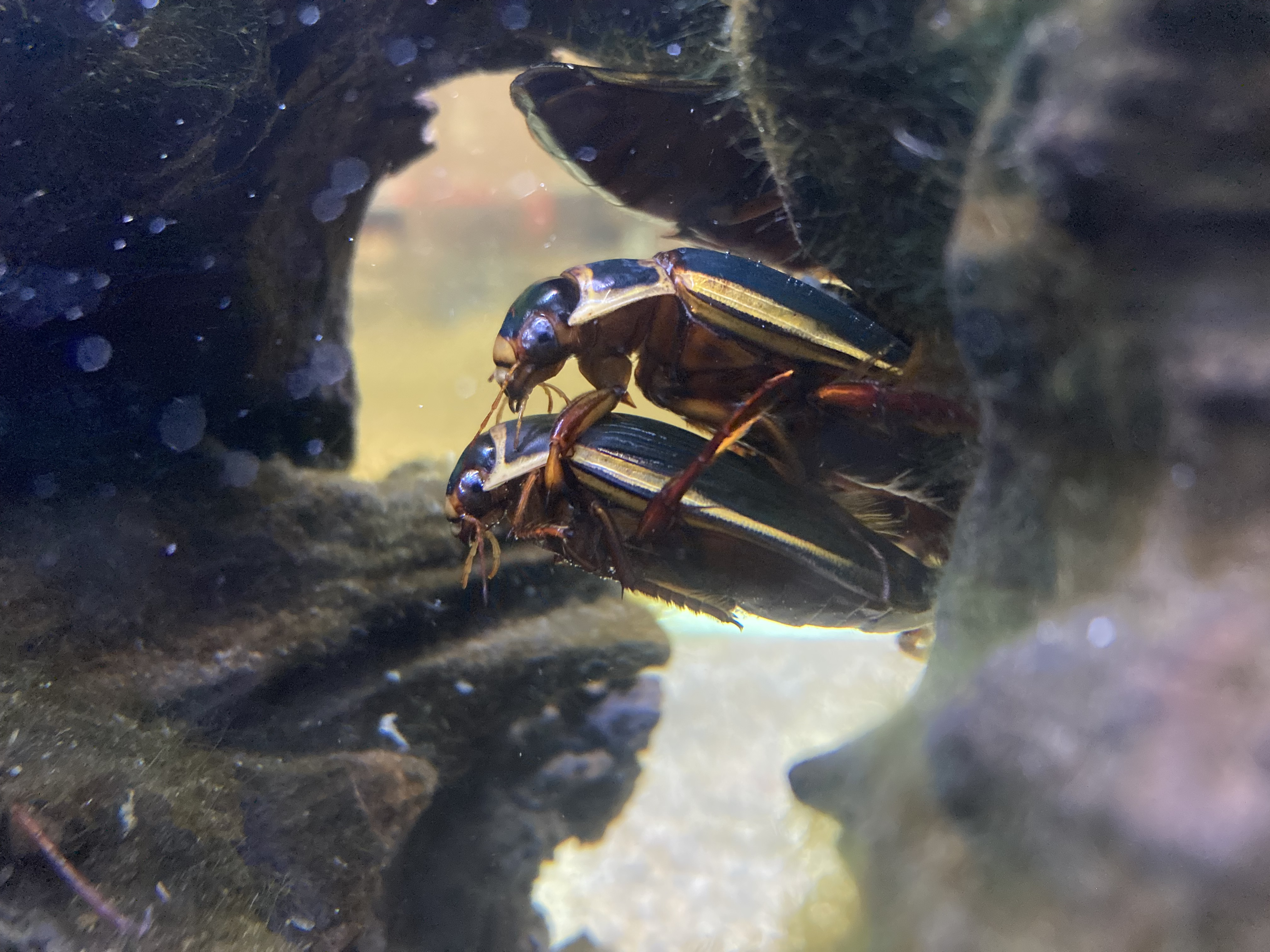